# Brummer (Adelsgeschlecht)
Brummer, auch Brümmer oder Bruemmer, ist der Familienname eines deutsch-baltischen Adelsgeschlechts, das 1529 erstmals mit einem 1545 verstorbenen Vollmar (Wolmar) Brummer urkundlich bekannt wurde. In den weiteren über 300 Jahren weitete sich die Familie über das Baltikum nach Schweden, Finnland und Russland aus. Ursprungsstämme der Familie waren die beiden Stämme Tammik und Warrang-Seijershof. Aus dem 2. Stamm bildeten sich die Äste Odensee und Gall, die teilweise bereits im Mannesstamm erloschen sind oder sich in den Wirren der Genealogie verloren haben.

## Namensherkunft
Es wird davon ausgegangen, dass der Familienname, der in den niederdeutschen Regionen von Bremen bis Rostock sehr verbreitet war, aus dem Wort „Brummere, Brammere“ = der Brüllende, der Schreier, mundartlichen brummen, brammen ableitet. Die bekanntesten Namensinhaber „Brummer“ waren im Lande Rehdingen zwischen Stade und der Ostemündung ansässig. Die „Rehdinger Junker“ waren eine Art Bauernadel, der seit Urzeiten auf freien Höfen saß und ein mehr bäuerliches als ritterliches Leben führte. Unter diesen Junker-Geschlechtern gab es zwei namens Brummer, die aber verschiedene Wappen führten, nach denen sie als die Brummer mit dem „Haberstrauch“ und die mit den „Wolfsangeln“ bezeichnet wurden. Das „Wolfsangelwappen“ wurde vom baltischen Stamm Warrang-Seyershof weitergeführt.
Außer diesen zwei Rehdinger Geschlechtern gab es im Norddeutschen Raum mehrere bürgerliche und bäuerliche Geschlechter, die den Namen Brummer führten: beispielsweise 1228 in Hamburg, 1351 in Lüneburg einen Nikolaus Brummere, in Rostock war Peter Brummer oder Brümmer 1536 Ratsherr und 1552 Bürgermeister und unter den alten Ratzeburger Bauernfamilien fand sich 1609–1614 einen Törpt Brümmer, schließlich in Riga vor 1700 aus dem Stift Bremen eingewanderte Kaufleute, wie Lüdert Brümmer († 1733) und Friedrich Brümmer, Ältester der großen Gilde († 1753).

## Herkunft
Die Frage der Herkunft für das Gesamtgeschlechtes Brummer/Bruemmer wurde nicht eindeutig und zweifelsfrei herausgefunden. Es wird lediglich davon ausgegangen, dass es aus Niedersachsen stammte. Während der Stamm Tammik ein abweichendes Wappen mit drei Glocken (Glockenwappen) führte, führte der Stamm Warrang-Seyershof das sogenannte „Wolfsangelwappen“.

## Zwei Geschlechter (Stämme)
Bei den hier genannten Geschlechtern, auch als Stämme bezeichnet, sind zwei im Baltikum gegründete Stämme zu unterscheiden, deren Blutsverwandtschaft, trotz des teilweise gleichen Wappens, nicht feststeht und sogar von dem einen Stamm auf das lebhafteste bestritten worden ist.

## Stamm Tammik
Das erste Geschlecht (Stamm) in Alt-Livland begann mit Wolmar Brummer, er war 1529 Pfandbesitzer des Zögeschen Gutes Rocht in Wierland und starb vor 1545. Im Siegel des Wolmar Brummers von 1558 befindet sich das „Glockenwappen“, jedoch mit nur einer Glocke. Sein gleichnamiger Sohn Wolmar II. Brummer erwarb das Gut Tammik (siehe Besitzungen) und ist der Stammvater des Stammes Tammik. Er hatte zwei Söhne Hans I. Brummer und Magnus Brummer, Hans I. erhielt Tammik. Magnus wurde mit Gütern in der Wiek und in Jerwen belehnt. Sein Zweig erlosch in der dritten Generation im Mannesstamm. Mit Hans I. Brummer setzte sich der Stamm Tammik fort, er wurde Herr auf Tammik, hatte vier Söhne, die wiederum Stammväter von vier Linien, die sich in den baltischen Provinzen, Russland, Schweden und Finnland verbreiteten, wurden. Die älteste Linie ist 1859 als Brümmer in Schweden erloschen. Die zweite Linie, die im 17. Jahrhundert in Livland Besitz erwarb blühte weiter. Die dritte Linie (Illick) und die vierte Linie (Tammik) blieben in Estland, von ihnen existierten einige Verwandte in Schweden, vielleicht in Finnland und Russland.
In Schweden wurde ein Sohn des Hans Heinrich auf Illick (3. Linie), der schwedische Oberst Magnus Johann, der 1709 – nach der Niederlage in der Schlacht bei Poltawa – den schwedischen König Karl XII. (1682–1718) auf der Flucht nach Bender begleitete und an der Seite des Königs im berühmten „Kalabalik“ gefochten hatte, wurde 1723 naturalisiert und mit der Registrierungsnummer 1772 introduziert. Seine Nachkommen blühten in Schweden, während der im Jahr 1818 mit der Registrierungsnummer 112 in Finnland immatrikulierte Zweig bereits 1856 erlosch. Ein weiterer Zweig des Stiefbruders von Magnus Johann erlosch 1884 in Finnland, darüber hinaus wurde ein weiterer Zweig, der mit dem livländischen Geschlecht verbunden war, 1892 dort anerkannt und immatrikuliert.

## 2. Stamm: Warrang-Seyershof

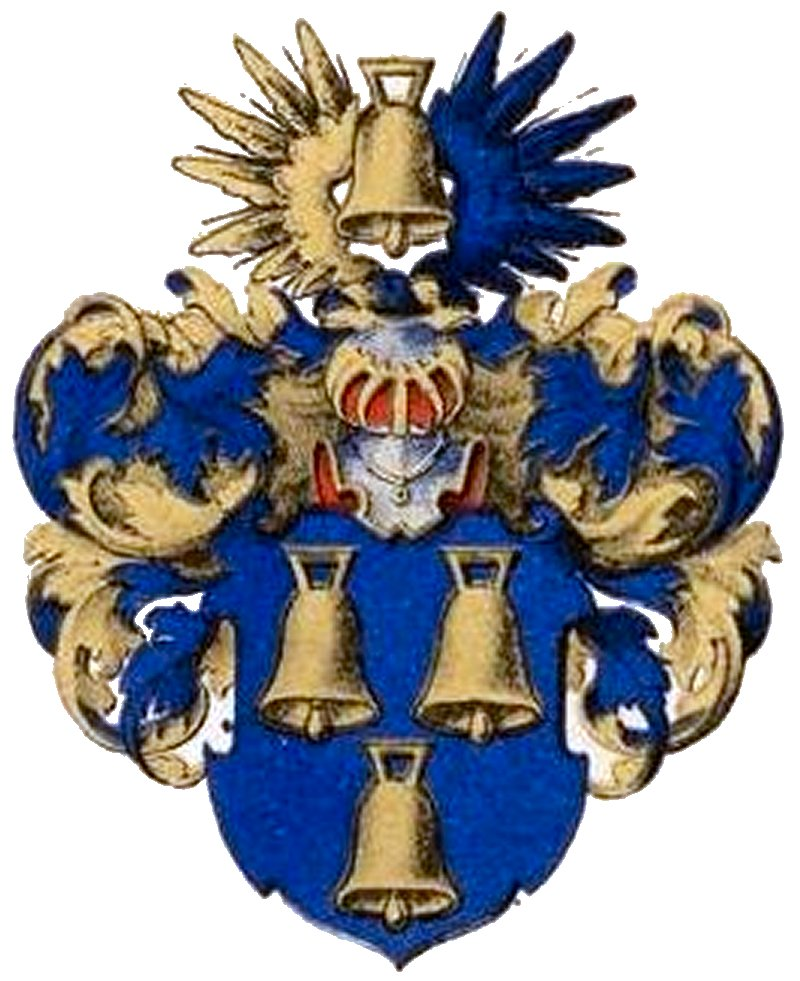
Wappen der Familie Brummer (1. Stamm Tammik)

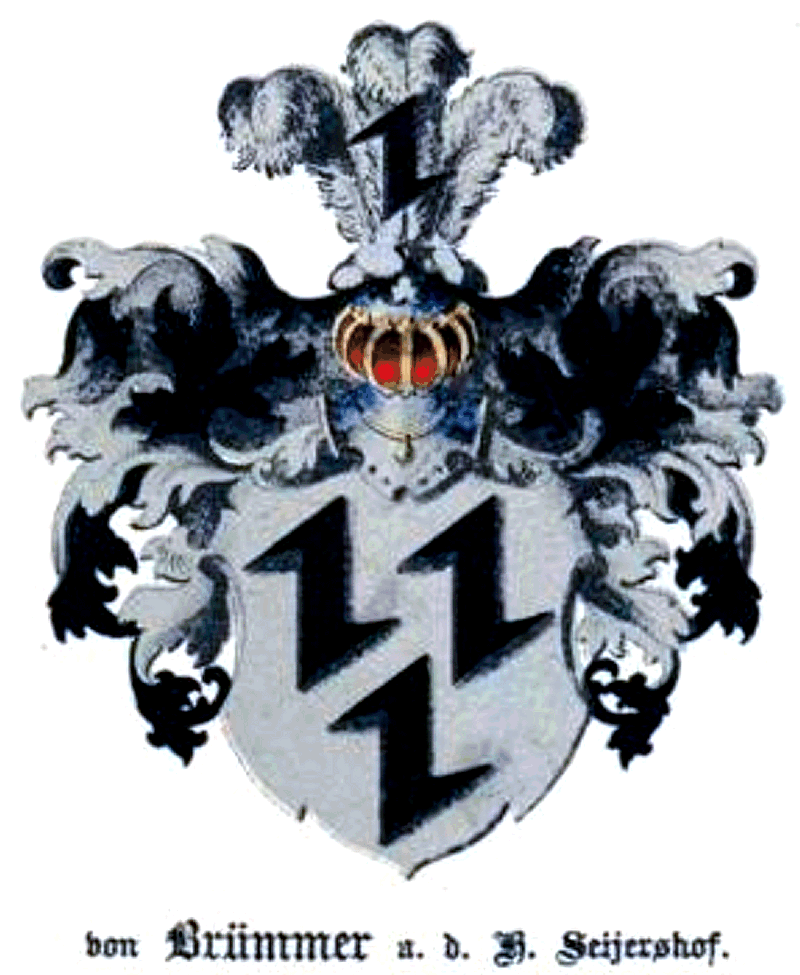
Wappen der Familie Brummer (2. Stamm Warrang-Seyershof)

Das Zweite Geschlecht (Stamm) beginnt urkundlich mit dem schwedischen Leutnant Heinrich Johann Brummer († um 1685). Dessen Sohn Ulrich Johann († 1704), war Kapitän beim Dragoner-Regiment-Welling, er besaß ein Pfandgut in Ingermanland und fiel am 20. August 1704 bei der Eroberung Narvas durch die Russen. Er hinterließ zwei Söhne Ulrich Johann II. Herr auf Warrang (Estland) und Engelbrecht Wilhelm Herr auf Seyershof (Livland), dieser kaufte 1745 Odensee (siehe Besitzungen) und gründete die zweite livländische Linie. Engelbrechts Nachkommen lebten bis zur Revolution von 1917 in Russland. Die Söhne seines jüngeren Sohnes Jakob Engelbrecht, Adrian Christoph Engelbrecht - Herr auf Odensee und Jakob Georg Friedrich Herr auf Sall (Estland), waren die Stammväter der Äste Odensee und Gall.

## Wappen
Der Stamm Brummer aus dem Hause Tammik führte folgendes Wappen der Brummers: Im blauen Wappenschild sind 3 goldene Glocken (2 zu 1), die Helmzier ist blau gold, aus der Helmwulst erwächst ein rechts goldener und links blauer Flug, dazwischen eine goldene Glocke. Dieses Wappen wurde ebenfalls in die schwedischen Zweige Brümmer übernommen.
Der Stamm Brummer aus dem Hause Warrang-Seyershof führte das Wappen der Brummers aus dem uralten Geschlecht der Brummers in der Grafschaft Redingen (Rehdingen): Im silbernen Wappenschild zwei zu eins angeordnete Wolfsangel. Die Helmdecke ist schwarz und silbern in der Helmzier steht eine Wolfsangel.

## Besitzungen
- Gutshof Tammik: „Das im 17. Jahrhundert gegründete Gut gehörte den Adelsfamilien von Delwig, von Taube, von Mohrenschildt und von Fersen. Ende des 18. Jahrhunderts wurde ein einstöckiges schlichtes Steinhauptgebäude errichtet, das im 19. Jahrhundert durch einen Umbau verlängert wurde. Nach einer Brandstiftung im Jahre 1905 wurde das Gebäude erneut aufgebaut, steht aber seit den 1960er Jahren wieder in Ruinen.“[10] Volmar II. (um 1555–1581) war mit Magdalena Taube verheiratet. Sein Sohn Hans I. (1581–1641) war mit Maye von Fersen verheiratet und dessen Sohn Hans II. (1609–1667) erbte den Hof Tammik, woraus sich dann der Stamm Tammik der Familie Brummer gründete.
- Gut Warrang: „Ende des 17. Jahrhunderts gegründetes Gut gehörte länger den Familien von Krusenstern und von Schilling. Um 1800 wurde das zweistöckige frühklassizistische Hauptgebäude errichtet, das barocke hölzerne Herrenhaus wurde vom Gut Ao/Hackweid gebracht (vermutlich aus dem 18. Jahrhundert). Heute ist das Gut in Privatbesitz und viel restauriert worden.“[11]
- Seyershof: Der Ordensmeister Plettenberg belehnte 1529 den Rötger Seyer mit Haus und Hof… zu welchem Seyer noch mehreres hinzukaufte… Das Gut gelangte an die Kapitänin von Brümmer, geborene Magdalena Gertrude von Richter, Witwe des Ulrich Johann I. von Brümmer. Deren Sohn, der russische Major, Engelbrecht Wilhelm Brümmer († 1747) erbte diesen Hof und verkaufte ihn am 7. August 1745.[12]